# Gmina Niechlów
Gmina Niechlów je polská vesnická gmina v okrese Góra v Dolnoslezském vojvodství. Sídlem gminy je obec Niechlów. V roce 2021 zde žilo 4 799 obyvatel.
Gmina má rozlohu 151 km² a zabírá 16,8 % rozlohy okresu. Skládá se z 21 starostenství.

## Části gminy
Starostenství
Bartodzieje, Bełcz Wielki, Bogucin, Głobice, Karów, Lipowiec, Łękanów, Masełkowice, Miechów, Naratów, Niechlów, Siciny, Szaszorowice, Świerczów, Tarpno, Wągroda, Wioska, Wroniniec, Wronów, Żabin, Żuchlów.